# 亞洲廣播衛星公司
亞洲廣播衛星公司，是一間百慕達註冊、總部設於香港的環球人造衛星營運商，其服務包括直接到戶（direct-to-home）及衛星到電視台（satellite-to-cable）的信號分發、移动网络、互聯網服務等。它擁有及營運6個人造衛星，幅蓋地理位置包括南北美洲、非洲、亞太地區、中東、俄羅斯及獨立國家聯合體，達全球93%人口。